# ژاک بارون
ژاک بارون (انگلیسی: Jacques Baron؛ ۲۱ فوریهٔ ۱۹۰۵ – ۳۰ مارس ۱۹۸۶) شاعر سبک فراواقع‌گرایی اهل فرانسه بود.